# Cattedrale di Guildford
La cattedrale di Guildford, nota anche come cattedrale dello Spirito Santo (in inglese Cathedral Church of the Holy Spirit) è la chiesa principale della diocesi anglicana di Guildford, nel Surrey (Inghilterra).
La chiesa è l'unica cattedrale costruita ex novo nella provincia ecclesiastica di Canterbury e fu iniziata nove anni dopo l'istituzione della diocesi locale nel 1927. Dal 1936 i lavori proseguirono fino all'inizio della seconda guerra mondiale nel 1939, per essere ripresi nel 1952 fino alla consacrazione del 1961.